# Lesteva monticola
Lesteva monticola är en skalbaggsart som beskrevs av Ernst Hellmuth von Kiesenwetter 1847. Lesteva monticola ingår i släktet Lesteva, och familjen kortvingar. Enligt den finländska rödlistan är arten nära hotad i Finland. Arten är reproducerande i Sverige. Artens livsmiljö är sjö- och älvstränder.